# Dziennik Praw Królestwa Polskiego (1815–1871)
Dziennik Praw Królestwa Polskiego (DzP KP) – dziennik urzędowy ustanowiony art. 164, nadanej przez cara Aleksandra I 27 listopada 1815 r. Ustawy Konstytucyjnej Królestwa Polskiego (DzP KP Nr 1 Tom I). 
Szczegółowe zasady wydawania dziennika nastąpiło w postanowieniu namiestnika Królestwa gen. Józefa Zajączka z 16 stycznia 1816 r. (DzP KP Nr 2 Tom I str. 106 i następne) promulgowanym 4 marca tegoż roku. Postanowienie w znacznej mierze utrzymało zasady wydawania Dziennika ukształtowane dla Dziennika Praw Księstwa Warszawskiego. Główne novum polegało na tym, że publikowano tylko te postanowienia królewskie i namiestnika, co do których tak decydowano. Ustalony też został ścisły reżim wydawania Dziennika. Odpowiedzialność za jego wydawanie spoczywała na Komisji Sprawiedliwości Rady Stanu. Sekretarz Stanu miał obowiązek w ciągu 5 dni przesłać akty normatywne przeznaczone do publikacji do Komisji. Ta z kolei w ciągu 8 dni musiała je wydrukować, jeśli tekst zajmował nie więcej niż jeden arkusz. Gdy wykraczał poza tę objętość, należało doliczyć jeden dzień za każdy rozpoczęty arkusz. Następnie w ciągu 15 dni po ukończeniu druku egzemplarze dziennika miały być rozesłane do Senatu, Rady Stanu, komisji rządowych, sekretarza stanu, Trybunału Najwyższego, Głównej Izby Obrachunkowej, komisji wojewódzkich, trybunałów apelacyjnych, sądów ziemskich, grodzkich i handlowych, Szkoły Prawa, szkół wojewódzkich, bibliotek publicznych i Archiwum Ogólnego. Instytucje centralne miały obowiązek rozesłać Dzienniki, w ciągu następnych 10 dni, władzom obwodowym. Instytucje wymienione w art. 9 (m.in. sądy, kancelarie adwokackie, urzędy cywilne i wojskowe, zwierzchnicy wszystkich wyznań) były zobowiązane do prenumeraty Dziennika. Akty prawne wchodziły w życie po upływie 25 dni od ich opublikowania (art. 3). Przyjęto zasadę, że postanowienia królewskie drukowano w języku polskim i francuskim, a wszystkie pozostałe już tylko w polskim. 27 marca 1818 r. ukazało się postanowienie królewskie określające sposób publikowania praw stanowionych przez sejm (Nr 18 tom 4 str. 284 - 286). Po uzyskaniu sankcji monarszej opatrywane były wielką pieczęcią Stanu i przekazywane do publikacji w omówiony wyżej sposób. Po wojnie polsko-rosyjskiej 1830-1831 konstytucję w Królestwie zastąpiono Statutem Organicznym, który w art. 33 głosił, że „wszystkie sankcjonowane przez nas prawa, rozkazy i ustawy ściągające się do Królestwa Polskiego, będą kontrasygnowane przez naszego ministra sekretarza stanu tegoż Królestwa i mają być umieszczane w Dzienniku Praw” (DzP KP Nr 55 tom XIV str. 212 - 215). Nie zostały zmienione formalne zasady wydawania Dziennika, ale ulegały one zmianie w praktyce. Począwszy od numeru 53 (tom XIII str. 217 i następne, ukaz o mianowaniu "Rządu Tymczasowego Królestwa Polskiego" z 4/16 września 1831) akty prawne publikowane były językach polskim i rosyjskim. Od tomu XIV z 1832 r. tytuł Dziennika również był drukowany w wersji dwujęzycznej (jako "Денник Законов", a od tomu XXIV z 1840 "Дневник Законов"). Po upadku powstania styczniowego 1863 r. władze rosyjskie rozpoczęły stopniowe zacieranie różnic ustrojowych pomiędzy Królestwem Polskim a pozostałymi częściami imperium Romanowów. Z początkiem 1871 r. Dziennik zaczął ukazywać się wyłącznie w języku rosyjskim, a 23 marca tego roku car Aleksander II podpisał ukaz likwidujący Dziennik Praw. W ciągu 56 lat wydano 246 numerów Dziennika, zebranych w 71 tomach.